# Біло-Березький санаторій
Біло-Березький санаторій (рос. Бело-Бережский санаторий) — селище в Брянському районі Брянської області Російської Федерації.
Населення становить 309 осіб. Входить до складу муніципального утворення Журиницьке сільське поселення.

## Історія
Від 2005 року входить до складу муніципального утворення Журиницьке сільське поселення.

## Населення
| 2010 | 2013 |
| ---- | ---- |
| 288  | ↗309 |